# Charlatão-careca
O charlatão-careca (Melanocichla calva) é uma espécie de ave da família Timaliidae. Endêmica das florestas de altitude entre 750 e 1.800 m nas cadeias montanhosas do centro-norte de Bornéu, incluindo alguns picos isolados, mede de 25 a 26 cm de comprimento, com ambos os sexos apresentando aparência semelhante. A cabeça, sem penas, varia de marrom a amarelo-esverdeado, com uma tonalidade azulada ao longo da mandíbula inferior. O restante do corpo é marrom-escuro opaco com um leve tom acinzentado. Os filhotes possuem mais penas na cabeça, que se estendem da testa até o píleo.
Descrito pelo ornitólogo britânico Richard Bowdler Sharpe em 1888, o charlatão-careca foi considerado uma subespécie do charlatão-preto de 1935 a 2006, quando foi restaurado ao status de espécie plena. Alimenta-se de insetos, como grilos, cigarras e formigas, em densas colunas de vegetação formadas por trepadeiras que crescem ao redor de árvores. Embora classificado como espécie pouco preocupante pela União Internacional para a Conservação da Natureza (IUCN), enfrenta ameaças devido à destruição de habitat e fragmentação de habitat, com sua população considerada em declínio.

## Taxonomia e sistemática
O charlatão-careca foi descrito como Allocotops calvus por Richard Bowdler Sharpe em 1888, com base em espécimes coletados no Monte Kinabalu, Bornéu. Posteriormente, foi tratado como uma subespécie do charlatão-preto pelo zoólogo inglês Frederick Nutter Chasen em 1935, sendo movido para o gênero Melanocichla [en] como Melanocichla lugubris calvus. Em 1946, o ornitólogo franco-americano Jean Théodore Delacour sinonimizou Melanocichla com Garrulax. Em 2006, o ornitólogo britânico Nigel Collar elevou novamente o charlatão-careca ao status de espécie com base em diferenças na aparência. Em 2007, o ornitólogo espanhol Josep del Hoyo e colegas dividiram Garrulax em 11 gêneros diferentes, colocando o charlatão-careca e o charlatão-preto em um Melanocichla restaurado.
O nome do gênero, Melanocichla, deriva do grego antigo melas, que significa preto, e kikhlē, que significa tordo. O nome específico calva vem do neolatim calvus, que significa careca. O nome em inglês, bare-headed laughingthrush, é o nome comum oficial designado pela International Ornithologists' Union. Outros nomes comuns em inglês incluem bare-headed babbler e Bornean bald laughingthrush.
O charlatão-careca é uma das 57 espécies da família Timaliidae, um grupo diverso de aves encontrado em florestas tropicais do subcontinente indiano, Sudeste Asiático e Indonésia. Uma análise filogenética de 2019 por Tianlong Cai e colegas revelou que o charlatão-careca é mais próximo do charlatão-preto. Essas duas espécies são irmãs do gênero Pomatorhinus [en]. O cladograma a seguir mostra as relações dentro desses dois gêneros, conforme a filogenia de 2019:

|  | Charlatão-careca (Melanocichla calva)   |
|  |                                         |
|  | Charlatão-preto (Melanocichla lugubris) |
|  |                                         |

|  | Tagarela-de-bico-coralino [en] (Pomatorhinus ferruginosus) |
|  |                                                            |
|  | Tagarela-de-bico-vermelho [en] (Pomatorhinus ochraceiceps) |
|  |                                                            |

|  | Tagarela-de-peito-riscado [en] (Pomatorhinus ruficollis) |
|  |                                                          |
|  | Tagarela-da-formosa [en] (Pomatorhinus musicus)          |
|  |                                                          |

|  | Tagarela-de-java [en] (Pomatorhinus montanus)                                                                                        |
|  | |
|  | \| \| Tagarela-cingalês [en] (Pomatorhinus melanurus) \| \| \| \| \| \| Tagarela-indiano [en] (Pomatorhinus horsfieldii) \| \| \| \| |
|  | |
|  | Tagarela-cingalês [en] (Pomatorhinus melanurus)                                                                                      |
|  | |
|  | Tagarela-indiano [en] (Pomatorhinus horsfieldii)                                                                                     |
|  | |

|  | Tagarela-cingalês [en] (Pomatorhinus melanurus)  |
|  |                                                  |
|  | Tagarela-indiano [en] (Pomatorhinus horsfieldii) |
|  |                                                  |

|  | Tagarela-de-java [en] (Pomatorhinus montanus)                                                                                        |
|  | |
|  | \| \| Tagarela-cingalês [en] (Pomatorhinus melanurus) \| \| \| \| \| \| Tagarela-indiano [en] (Pomatorhinus horsfieldii) \| \| \| \| |
|  | |
|  | Tagarela-cingalês [en] (Pomatorhinus melanurus)                                                                                      |
|  | |
|  | Tagarela-indiano [en] (Pomatorhinus horsfieldii)                                                                                     |
|  | |

|  | Tagarela-cingalês [en] (Pomatorhinus melanurus)  |
|  |                                                  |
|  | Tagarela-indiano [en] (Pomatorhinus horsfieldii) |
|  |                                                  |

|  | Tagarela-de-peito-riscado [en] (Pomatorhinus ruficollis) |
|  |                                                          |
|  | Tagarela-da-formosa [en] (Pomatorhinus musicus)          |
|  |                                                          |

|  | Tagarela-de-java [en] (Pomatorhinus montanus)                                                                                        |
|  | |
|  | \| \| Tagarela-cingalês [en] (Pomatorhinus melanurus) \| \| \| \| \| \| Tagarela-indiano [en] (Pomatorhinus horsfieldii) \| \| \| \| |
|  | |
|  | Tagarela-cingalês [en] (Pomatorhinus melanurus)                                                                                      |
|  | |
|  | Tagarela-indiano [en] (Pomatorhinus horsfieldii)                                                                                     |
|  | |

|  | Tagarela-cingalês [en] (Pomatorhinus melanurus)  |
|  |                                                  |
|  | Tagarela-indiano [en] (Pomatorhinus horsfieldii) |
|  |                                                  |

|  | Tagarela-de-java [en] (Pomatorhinus montanus)                                                                                        |
|  | |
|  | \| \| Tagarela-cingalês [en] (Pomatorhinus melanurus) \| \| \| \| \| \| Tagarela-indiano [en] (Pomatorhinus horsfieldii) \| \| \| \| |
|  | |
|  | Tagarela-cingalês [en] (Pomatorhinus melanurus)                                                                                      |
|  | |
|  | Tagarela-indiano [en] (Pomatorhinus horsfieldii)                                                                                     |
|  | |

|  | Tagarela-cingalês [en] (Pomatorhinus melanurus)  |
|  |                                                  |
|  | Tagarela-indiano [en] (Pomatorhinus horsfieldii) |
|  |                                                  |

|  | Tagarela-de-peito-riscado [en] (Pomatorhinus ruficollis) |
|  |                                                          |
|  | Tagarela-da-formosa [en] (Pomatorhinus musicus)          |
|  |                                                          |

|  | Tagarela-de-java [en] (Pomatorhinus montanus)                                                                                        |
|  | |
|  | \| \| Tagarela-cingalês [en] (Pomatorhinus melanurus) \| \| \| \| \| \| Tagarela-indiano [en] (Pomatorhinus horsfieldii) \| \| \| \| |
|  | |
|  | Tagarela-cingalês [en] (Pomatorhinus melanurus)                                                                                      |
|  | |
|  | Tagarela-indiano [en] (Pomatorhinus horsfieldii)                                                                                     |
|  | |

|  | Tagarela-cingalês [en] (Pomatorhinus melanurus)  |
|  |                                                  |
|  | Tagarela-indiano [en] (Pomatorhinus horsfieldii) |
|  |                                                  |

|  | Tagarela-de-java [en] (Pomatorhinus montanus)                                                                                        |
|  | |
|  | \| \| Tagarela-cingalês [en] (Pomatorhinus melanurus) \| \| \| \| \| \| Tagarela-indiano [en] (Pomatorhinus horsfieldii) \| \| \| \| |
|  | |
|  | Tagarela-cingalês [en] (Pomatorhinus melanurus)                                                                                      |
|  | |
|  | Tagarela-indiano [en] (Pomatorhinus horsfieldii)                                                                                     |
|  | |

|  | Tagarela-cingalês [en] (Pomatorhinus melanurus)  |
|  |                                                  |
|  | Tagarela-indiano [en] (Pomatorhinus horsfieldii) |
|  |                                                  |

|  | Tagarela-de-peito-riscado [en] (Pomatorhinus ruficollis) |
|  |                                                          |
|  | Tagarela-da-formosa [en] (Pomatorhinus musicus)          |
|  |                                                          |

|  | Tagarela-de-java [en] (Pomatorhinus montanus)                                                                                        |
|  | |
|  | \| \| Tagarela-cingalês [en] (Pomatorhinus melanurus) \| \| \| \| \| \| Tagarela-indiano [en] (Pomatorhinus horsfieldii) \| \| \| \| |
|  | |
|  | Tagarela-cingalês [en] (Pomatorhinus melanurus)                                                                                      |
|  | |
|  | Tagarela-indiano [en] (Pomatorhinus horsfieldii)                                                                                     |
|  | |

|  | Tagarela-cingalês [en] (Pomatorhinus melanurus)  |
|  |                                                  |
|  | Tagarela-indiano [en] (Pomatorhinus horsfieldii) |
|  |                                                  |

|  | Tagarela-de-java [en] (Pomatorhinus montanus)                                                                                        |
|  | |
|  | \| \| Tagarela-cingalês [en] (Pomatorhinus melanurus) \| \| \| \| \| \| Tagarela-indiano [en] (Pomatorhinus horsfieldii) \| \| \| \| |
|  | |
|  | Tagarela-cingalês [en] (Pomatorhinus melanurus)                                                                                      |
|  | |
|  | Tagarela-indiano [en] (Pomatorhinus horsfieldii)                                                                                     |
|  | |

|  | Tagarela-cingalês [en] (Pomatorhinus melanurus)  |
|  |                                                  |
|  | Tagarela-indiano [en] (Pomatorhinus horsfieldii) |
|  |                                                  |

|  | Tagarela-de-bico-coralino [en] (Pomatorhinus ferruginosus) |
|  |                                                            |
|  | Tagarela-de-bico-vermelho [en] (Pomatorhinus ochraceiceps) |
|  |                                                            |

|  | Tagarela-de-peito-riscado [en] (Pomatorhinus ruficollis) |
|  |                                                          |
|  | Tagarela-da-formosa [en] (Pomatorhinus musicus)          |
|  |                                                          |

|  | Tagarela-de-java [en] (Pomatorhinus montanus)                                                                                        |
|  | |
|  | \| \| Tagarela-cingalês [en] (Pomatorhinus melanurus) \| \| \| \| \| \| Tagarela-indiano [en] (Pomatorhinus horsfieldii) \| \| \| \| |
|  | |
|  | Tagarela-cingalês [en] (Pomatorhinus melanurus)                                                                                      |
|  | |
|  | Tagarela-indiano [en] (Pomatorhinus horsfieldii)                                                                                     |
|  | |

|  | Tagarela-cingalês [en] (Pomatorhinus melanurus)  |
|  |                                                  |
|  | Tagarela-indiano [en] (Pomatorhinus horsfieldii) |
|  |                                                  |

|  | Tagarela-de-java [en] (Pomatorhinus montanus)                                                                                        |
|  | |
|  | \| \| Tagarela-cingalês [en] (Pomatorhinus melanurus) \| \| \| \| \| \| Tagarela-indiano [en] (Pomatorhinus horsfieldii) \| \| \| \| |
|  | |
|  | Tagarela-cingalês [en] (Pomatorhinus melanurus)                                                                                      |
|  | |
|  | Tagarela-indiano [en] (Pomatorhinus horsfieldii)                                                                                     |
|  | |

|  | Tagarela-cingalês [en] (Pomatorhinus melanurus)  |
|  |                                                  |
|  | Tagarela-indiano [en] (Pomatorhinus horsfieldii) |
|  |                                                  |

|  | Tagarela-de-peito-riscado [en] (Pomatorhinus ruficollis) |
|  |                                                          |
|  | Tagarela-da-formosa [en] (Pomatorhinus musicus)          |
|  |                                                          |

|  | Tagarela-de-java [en] (Pomatorhinus montanus)                                                                                        |
|  | |
|  | \| \| Tagarela-cingalês [en] (Pomatorhinus melanurus) \| \| \| \| \| \| Tagarela-indiano [en] (Pomatorhinus horsfieldii) \| \| \| \| |
|  | |
|  | Tagarela-cingalês [en] (Pomatorhinus melanurus)                                                                                      |
|  | |
|  | Tagarela-indiano [en] (Pomatorhinus horsfieldii)                                                                                     |
|  | |

|  | Tagarela-cingalês [en] (Pomatorhinus melanurus)  |
|  |                                                  |
|  | Tagarela-indiano [en] (Pomatorhinus horsfieldii) |
|  |                                                  |

|  | Tagarela-de-java [en] (Pomatorhinus montanus)                                                                                        |
|  | |
|  | \| \| Tagarela-cingalês [en] (Pomatorhinus melanurus) \| \| \| \| \| \| Tagarela-indiano [en] (Pomatorhinus horsfieldii) \| \| \| \| |
|  | |
|  | Tagarela-cingalês [en] (Pomatorhinus melanurus)                                                                                      |
|  | |
|  | Tagarela-indiano [en] (Pomatorhinus horsfieldii)                                                                                     |
|  | |

|  | Tagarela-cingalês [en] (Pomatorhinus melanurus)  |
|  |                                                  |
|  | Tagarela-indiano [en] (Pomatorhinus horsfieldii) |
|  |                                                  |

|  | Tagarela-de-peito-riscado [en] (Pomatorhinus ruficollis) |
|  |                                                          |
|  | Tagarela-da-formosa [en] (Pomatorhinus musicus)          |
|  |                                                          |

|  | Tagarela-de-java [en] (Pomatorhinus montanus)                                                                                        |
|  | |
|  | \| \| Tagarela-cingalês [en] (Pomatorhinus melanurus) \| \| \| \| \| \| Tagarela-indiano [en] (Pomatorhinus horsfieldii) \| \| \| \| |
|  | |
|  | Tagarela-cingalês [en] (Pomatorhinus melanurus)                                                                                      |
|  | |
|  | Tagarela-indiano [en] (Pomatorhinus horsfieldii)                                                                                     |
|  | |

|  | Tagarela-cingalês [en] (Pomatorhinus melanurus)  |
|  |                                                  |
|  | Tagarela-indiano [en] (Pomatorhinus horsfieldii) |
|  |                                                  |

|  | Tagarela-de-java [en] (Pomatorhinus montanus)                                                                                        |
|  | |
|  | \| \| Tagarela-cingalês [en] (Pomatorhinus melanurus) \| \| \| \| \| \| Tagarela-indiano [en] (Pomatorhinus horsfieldii) \| \| \| \| |
|  | |
|  | Tagarela-cingalês [en] (Pomatorhinus melanurus)                                                                                      |
|  | |
|  | Tagarela-indiano [en] (Pomatorhinus horsfieldii)                                                                                     |
|  | |

|  | Tagarela-cingalês [en] (Pomatorhinus melanurus)  |
|  |                                                  |
|  | Tagarela-indiano [en] (Pomatorhinus horsfieldii) |
|  |                                                  |

|  | Tagarela-de-peito-riscado [en] (Pomatorhinus ruficollis) |
|  |                                                          |
|  | Tagarela-da-formosa [en] (Pomatorhinus musicus)          |
|  |                                                          |

|  | Tagarela-de-java [en] (Pomatorhinus montanus)                                                                                        |
|  | |
|  | \| \| Tagarela-cingalês [en] (Pomatorhinus melanurus) \| \| \| \| \| \| Tagarela-indiano [en] (Pomatorhinus horsfieldii) \| \| \| \| |
|  | |
|  | Tagarela-cingalês [en] (Pomatorhinus melanurus)                                                                                      |
|  | |
|  | Tagarela-indiano [en] (Pomatorhinus horsfieldii)                                                                                     |
|  | |

|  | Tagarela-cingalês [en] (Pomatorhinus melanurus)  |
|  |                                                  |
|  | Tagarela-indiano [en] (Pomatorhinus horsfieldii) |
|  |                                                  |

|  | Tagarela-de-java [en] (Pomatorhinus montanus)                                                                                        |
|  | |
|  | \| \| Tagarela-cingalês [en] (Pomatorhinus melanurus) \| \| \| \| \| \| Tagarela-indiano [en] (Pomatorhinus horsfieldii) \| \| \| \| |
|  | |
|  | Tagarela-cingalês [en] (Pomatorhinus melanurus)                                                                                      |
|  | |
|  | Tagarela-indiano [en] (Pomatorhinus horsfieldii)                                                                                     |
|  | |

|  | Tagarela-cingalês [en] (Pomatorhinus melanurus)  |
|  |                                                  |
|  | Tagarela-indiano [en] (Pomatorhinus horsfieldii) |
|  |                                                  |

|  | Charlatão-careca (Melanocichla calva)   |
|  |                                         |
|  | Charlatão-preto (Melanocichla lugubris) |
|  |                                         |

|  | Tagarela-de-bico-coralino [en] (Pomatorhinus ferruginosus) |
|  |                                                            |
|  | Tagarela-de-bico-vermelho [en] (Pomatorhinus ochraceiceps) |
|  |                                                            |

|  | Tagarela-de-peito-riscado [en] (Pomatorhinus ruficollis) |
|  |                                                          |
|  | Tagarela-da-formosa [en] (Pomatorhinus musicus)          |
|  |                                                          |

|  | Tagarela-de-java [en] (Pomatorhinus montanus)                                                                                        |
|  | |
|  | \| \| Tagarela-cingalês [en] (Pomatorhinus melanurus) \| \| \| \| \| \| Tagarela-indiano [en] (Pomatorhinus horsfieldii) \| \| \| \| |
|  | |
|  | Tagarela-cingalês [en] (Pomatorhinus melanurus)                                                                                      |
|  | |
|  | Tagarela-indiano [en] (Pomatorhinus horsfieldii)                                                                                     |
|  | |

|  | Tagarela-cingalês [en] (Pomatorhinus melanurus)  |
|  |                                                  |
|  | Tagarela-indiano [en] (Pomatorhinus horsfieldii) |
|  |                                                  |

|  | Tagarela-de-java [en] (Pomatorhinus montanus)                                                                                        |
|  | |
|  | \| \| Tagarela-cingalês [en] (Pomatorhinus melanurus) \| \| \| \| \| \| Tagarela-indiano [en] (Pomatorhinus horsfieldii) \| \| \| \| |
|  | |
|  | Tagarela-cingalês [en] (Pomatorhinus melanurus)                                                                                      |
|  | |
|  | Tagarela-indiano [en] (Pomatorhinus horsfieldii)                                                                                     |
|  | |

|  | Tagarela-cingalês [en] (Pomatorhinus melanurus)  |
|  |                                                  |
|  | Tagarela-indiano [en] (Pomatorhinus horsfieldii) |
|  |                                                  |

|  | Tagarela-de-peito-riscado [en] (Pomatorhinus ruficollis) |
|  |                                                          |
|  | Tagarela-da-formosa [en] (Pomatorhinus musicus)          |
|  |                                                          |

|  | Tagarela-de-java [en] (Pomatorhinus montanus)                                                                                        |
|  | |
|  | \| \| Tagarela-cingalês [en] (Pomatorhinus melanurus) \| \| \| \| \| \| Tagarela-indiano [en] (Pomatorhinus horsfieldii) \| \| \| \| |
|  | |
|  | Tagarela-cingalês [en] (Pomatorhinus melanurus)                                                                                      |
|  | |
|  | Tagarela-indiano [en] (Pomatorhinus horsfieldii)                                                                                     |
|  | |

|  | Tagarela-cingalês [en] (Pomatorhinus melanurus)  |
|  |                                                  |
|  | Tagarela-indiano [en] (Pomatorhinus horsfieldii) |
|  |                                                  |

|  | Tagarela-de-java [en] (Pomatorhinus montanus)                                                                                        |
|  | |
|  | \| \| Tagarela-cingalês [en] (Pomatorhinus melanurus) \| \| \| \| \| \| Tagarela-indiano [en] (Pomatorhinus horsfieldii) \| \| \| \| |
|  | |
|  | Tagarela-cingalês [en] (Pomatorhinus melanurus)                                                                                      |
|  | |
|  | Tagarela-indiano [en] (Pomatorhinus horsfieldii)                                                                                     |
|  | |

|  | Tagarela-cingalês [en] (Pomatorhinus melanurus)  |
|  |                                                  |
|  | Tagarela-indiano [en] (Pomatorhinus horsfieldii) |
|  |                                                  |

|  | Tagarela-de-peito-riscado [en] (Pomatorhinus ruficollis) |
|  |                                                          |
|  | Tagarela-da-formosa [en] (Pomatorhinus musicus)          |
|  |                                                          |

|  | Tagarela-de-java [en] (Pomatorhinus montanus)                                                                                        |
|  | |
|  | \| \| Tagarela-cingalês [en] (Pomatorhinus melanurus) \| \| \| \| \| \| Tagarela-indiano [en] (Pomatorhinus horsfieldii) \| \| \| \| |
|  | |
|  | Tagarela-cingalês [en] (Pomatorhinus melanurus)                                                                                      |
|  | |
|  | Tagarela-indiano [en] (Pomatorhinus horsfieldii)                                                                                     |
|  | |

|  | Tagarela-cingalês [en] (Pomatorhinus melanurus)  |
|  |                                                  |
|  | Tagarela-indiano [en] (Pomatorhinus horsfieldii) |
|  |                                                  |

|  | Tagarela-de-java [en] (Pomatorhinus montanus)                                                                                        |
|  | |
|  | \| \| Tagarela-cingalês [en] (Pomatorhinus melanurus) \| \| \| \| \| \| Tagarela-indiano [en] (Pomatorhinus horsfieldii) \| \| \| \| |
|  | |
|  | Tagarela-cingalês [en] (Pomatorhinus melanurus)                                                                                      |
|  | |
|  | Tagarela-indiano [en] (Pomatorhinus horsfieldii)                                                                                     |
|  | |

|  | Tagarela-cingalês [en] (Pomatorhinus melanurus)  |
|  |                                                  |
|  | Tagarela-indiano [en] (Pomatorhinus horsfieldii) |
|  |                                                  |

|  | Tagarela-de-peito-riscado [en] (Pomatorhinus ruficollis) |
|  |                                                          |
|  | Tagarela-da-formosa [en] (Pomatorhinus musicus)          |
|  |                                                          |

|  | Tagarela-de-java [en] (Pomatorhinus montanus)                                                                                        |
|  | |
|  | \| \| Tagarela-cingalês [en] (Pomatorhinus melanurus) \| \| \| \| \| \| Tagarela-indiano [en] (Pomatorhinus horsfieldii) \| \| \| \| |
|  | |
|  | Tagarela-cingalês [en] (Pomatorhinus melanurus)                                                                                      |
|  | |
|  | Tagarela-indiano [en] (Pomatorhinus horsfieldii)                                                                                     |
|  | |

|  | Tagarela-cingalês [en] (Pomatorhinus melanurus)  |
|  |                                                  |
|  | Tagarela-indiano [en] (Pomatorhinus horsfieldii) |
|  |                                                  |

|  | Tagarela-de-java [en] (Pomatorhinus montanus)                                                                                        |
|  | |
|  | \| \| Tagarela-cingalês [en] (Pomatorhinus melanurus) \| \| \| \| \| \| Tagarela-indiano [en] (Pomatorhinus horsfieldii) \| \| \| \| |
|  | |
|  | Tagarela-cingalês [en] (Pomatorhinus melanurus)                                                                                      |
|  | |
|  | Tagarela-indiano [en] (Pomatorhinus horsfieldii)                                                                                     |
|  | |

|  | Tagarela-cingalês [en] (Pomatorhinus melanurus)  |
|  |                                                  |
|  | Tagarela-indiano [en] (Pomatorhinus horsfieldii) |
|  |                                                  |

|  | Tagarela-de-bico-coralino [en] (Pomatorhinus ferruginosus) |
|  |                                                            |
|  | Tagarela-de-bico-vermelho [en] (Pomatorhinus ochraceiceps) |
|  |                                                            |

|  | Tagarela-de-peito-riscado [en] (Pomatorhinus ruficollis) |
|  |                                                          |
|  | Tagarela-da-formosa [en] (Pomatorhinus musicus)          |
|  |                                                          |

|  | Tagarela-de-java [en] (Pomatorhinus montanus)                                                                                        |
|  | |
|  | \| \| Tagarela-cingalês [en] (Pomatorhinus melanurus) \| \| \| \| \| \| Tagarela-indiano [en] (Pomatorhinus horsfieldii) \| \| \| \| |
|  | |
|  | Tagarela-cingalês [en] (Pomatorhinus melanurus)                                                                                      |
|  | |
|  | Tagarela-indiano [en] (Pomatorhinus horsfieldii)                                                                                     |
|  | |

|  | Tagarela-cingalês [en] (Pomatorhinus melanurus)  |
|  |                                                  |
|  | Tagarela-indiano [en] (Pomatorhinus horsfieldii) |
|  |                                                  |

|  | Tagarela-de-java [en] (Pomatorhinus montanus)                                                                                        |
|  | |
|  | \| \| Tagarela-cingalês [en] (Pomatorhinus melanurus) \| \| \| \| \| \| Tagarela-indiano [en] (Pomatorhinus horsfieldii) \| \| \| \| |
|  | |
|  | Tagarela-cingalês [en] (Pomatorhinus melanurus)                                                                                      |
|  | |
|  | Tagarela-indiano [en] (Pomatorhinus horsfieldii)                                                                                     |
|  | |

|  | Tagarela-cingalês [en] (Pomatorhinus melanurus)  |
|  |                                                  |
|  | Tagarela-indiano [en] (Pomatorhinus horsfieldii) |
|  |                                                  |

|  | Tagarela-de-peito-riscado [en] (Pomatorhinus ruficollis) |
|  |                                                          |
|  | Tagarela-da-formosa [en] (Pomatorhinus musicus)          |
|  |                                                          |

|  | Tagarela-de-java [en] (Pomatorhinus montanus)                                                                                        |
|  | |
|  | \| \| Tagarela-cingalês [en] (Pomatorhinus melanurus) \| \| \| \| \| \| Tagarela-indiano [en] (Pomatorhinus horsfieldii) \| \| \| \| |
|  | |
|  | Tagarela-cingalês [en] (Pomatorhinus melanurus)                                                                                      |
|  | |
|  | Tagarela-indiano [en] (Pomatorhinus horsfieldii)                                                                                     |
|  | |

|  | Tagarela-cingalês [en] (Pomatorhinus melanurus)  |
|  |                                                  |
|  | Tagarela-indiano [en] (Pomatorhinus horsfieldii) |
|  |                                                  |

|  | Tagarela-de-java [en] (Pomatorhinus montanus)                                                                                        |
|  | |
|  | \| \| Tagarela-cingalês [en] (Pomatorhinus melanurus) \| \| \| \| \| \| Tagarela-indiano [en] (Pomatorhinus horsfieldii) \| \| \| \| |
|  | |
|  | Tagarela-cingalês [en] (Pomatorhinus melanurus)                                                                                      |
|  | |
|  | Tagarela-indiano [en] (Pomatorhinus horsfieldii)                                                                                     |
|  | |

|  | Tagarela-cingalês [en] (Pomatorhinus melanurus)  |
|  |                                                  |
|  | Tagarela-indiano [en] (Pomatorhinus horsfieldii) |
|  |                                                  |

|  | Tagarela-de-peito-riscado [en] (Pomatorhinus ruficollis) |
|  |                                                          |
|  | Tagarela-da-formosa [en] (Pomatorhinus musicus)          |
|  |                                                          |

|  | Tagarela-de-java [en] (Pomatorhinus montanus)                                                                                        |
|  | |
|  | \| \| Tagarela-cingalês [en] (Pomatorhinus melanurus) \| \| \| \| \| \| Tagarela-indiano [en] (Pomatorhinus horsfieldii) \| \| \| \| |
|  | |
|  | Tagarela-cingalês [en] (Pomatorhinus melanurus)                                                                                      |
|  | |
|  | Tagarela-indiano [en] (Pomatorhinus horsfieldii)                                                                                     |
|  | |

|  | Tagarela-cingalês [en] (Pomatorhinus melanurus)  |
|  |                                                  |
|  | Tagarela-indiano [en] (Pomatorhinus horsfieldii) |
|  |                                                  |

|  | Tagarela-de-java [en] (Pomatorhinus montanus)                                                                                        |
|  | |
|  | \| \| Tagarela-cingalês [en] (Pomatorhinus melanurus) \| \| \| \| \| \| Tagarela-indiano [en] (Pomatorhinus horsfieldii) \| \| \| \| |
|  | |
|  | Tagarela-cingalês [en] (Pomatorhinus melanurus)                                                                                      |
|  | |
|  | Tagarela-indiano [en] (Pomatorhinus horsfieldii)                                                                                     |
|  | |

|  | Tagarela-cingalês [en] (Pomatorhinus melanurus)  |
|  |                                                  |
|  | Tagarela-indiano [en] (Pomatorhinus horsfieldii) |
|  |                                                  |

|  | Tagarela-de-peito-riscado [en] (Pomatorhinus ruficollis) |
|  |                                                          |
|  | Tagarela-da-formosa [en] (Pomatorhinus musicus)          |
|  |                                                          |

|  | Tagarela-de-java [en] (Pomatorhinus montanus)                                                                                        |
|  | |
|  | \| \| Tagarela-cingalês [en] (Pomatorhinus melanurus) \| \| \| \| \| \| Tagarela-indiano [en] (Pomatorhinus horsfieldii) \| \| \| \| |
|  | |
|  | Tagarela-cingalês [en] (Pomatorhinus melanurus)                                                                                      |
|  | |
|  | Tagarela-indiano [en] (Pomatorhinus horsfieldii)                                                                                     |
|  | |

|  | Tagarela-cingalês [en] (Pomatorhinus melanurus)  |
|  |                                                  |
|  | Tagarela-indiano [en] (Pomatorhinus horsfieldii) |
|  |                                                  |

|  | Tagarela-de-java [en] (Pomatorhinus montanus)                                                                                        |
|  | |
|  | \| \| Tagarela-cingalês [en] (Pomatorhinus melanurus) \| \| \| \| \| \| Tagarela-indiano [en] (Pomatorhinus horsfieldii) \| \| \| \| |
|  | |
|  | Tagarela-cingalês [en] (Pomatorhinus melanurus)                                                                                      |
|  | |
|  | Tagarela-indiano [en] (Pomatorhinus horsfieldii)                                                                                     |
|  | |

|  | Tagarela-cingalês [en] (Pomatorhinus melanurus)  |
|  |                                                  |
|  | Tagarela-indiano [en] (Pomatorhinus horsfieldii) |
|  |                                                  |

## Descrição

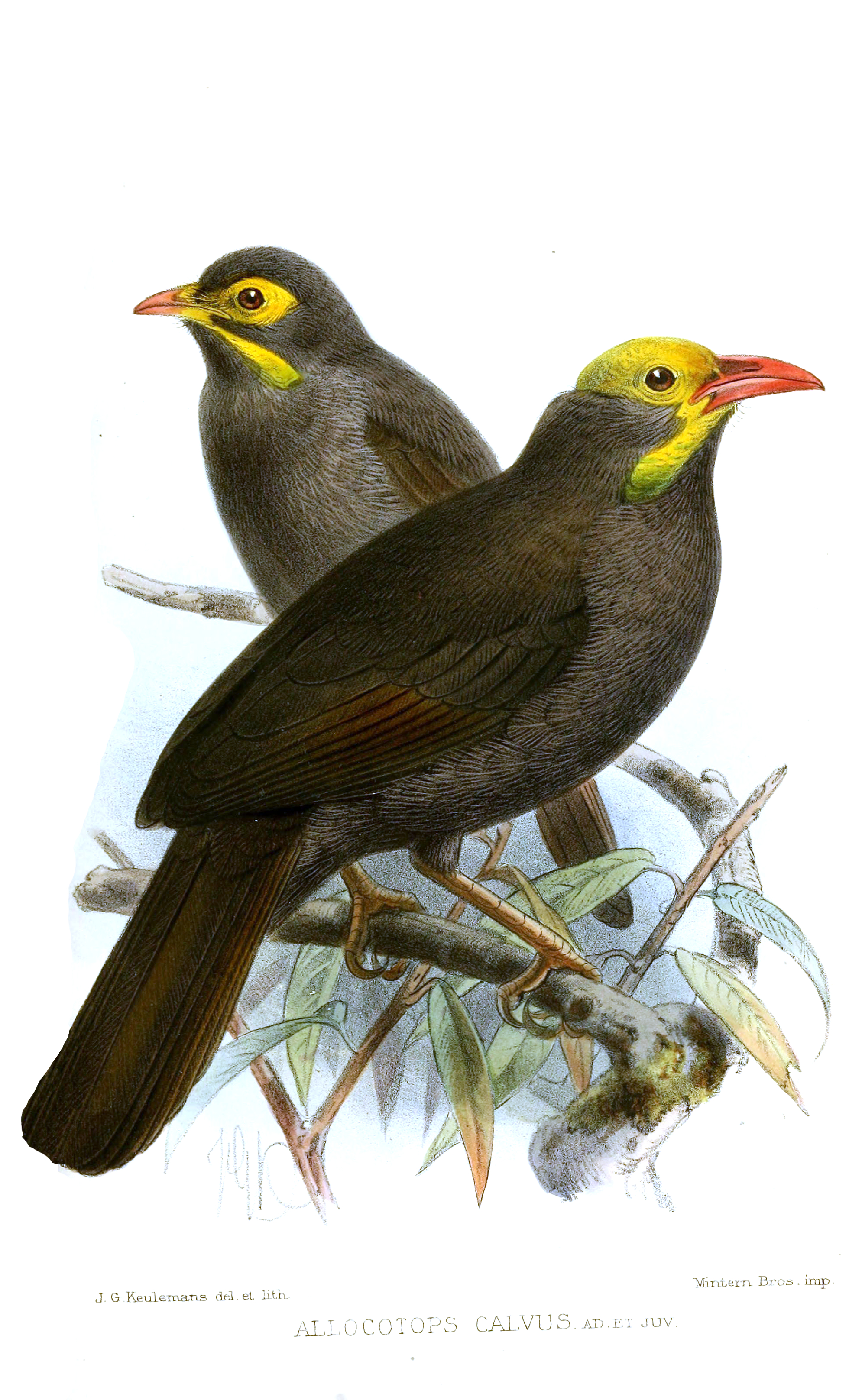
Ilustração de charlatões-carecas adulto e filhote por John Gerrard Keulemans.

O charlatão-careca mede de 25 a 26 cm de comprimento, com ambos os sexos semelhantes na aparência. Possui uma cabeça sem penas, de marrom a amarelo-esverdeado, com a área ao longo da mandíbula inferior apresentando uma tonalidade azulada. O restante do corpo é marrom-escuro opaco com um leve tom acinzentado. O bico é laranja-avermelhado, ocasionalmente com a ponta mais clara, enquanto a íris é castanho-escura. As pernas são marrom-oliva com pés amarelos. Os filhotes têm penas na testa até o píleo, com pele exposta atrás do olho. É semelhante ao charlatão-preto, mas difere pela cabeça sem penas, coloração acastanhada e bico, asa e cauda ligeiramente mais curtos.

### Vocalizações
As vocalizações do charlatão-careca são semelhantes às do charlatão-preto. O canto consiste em uma série de 3 a 22 notas graves e ressonantes ooh ou hoo, emitidas a uma frequência de 0,5 kHz. Quando cantado em dueto, as notas ooh (supostamente emitidas por machos) são acompanhadas por notas altas e "cômicas" yow-yow ou woh-woh, ou por um weeah alto, áspero e miado (ambos supostamente emitidos por fêmeas). Essas últimas chamadas às vezes são emitidas junto com as notas ooh e yow-yow. Outros chamados incluem um queer-queer-hoop-hoop-hoop áspero e petulante e um balido solitário usado como chamado de contato.

## Distribuição e habitat
Endêmico de Bornéu, o charlatão-careca é encontrado nas cadeias montanhosas do centro-norte, do Monte Kinabalu ao Monte Dulit [en], além de picos isolados no extremo leste de Brunei, Calimantã (a porção indonésia de Bornéu) e os estados malaios de Sabá e Sarauaque. É uma espécie de biomas montanos, habitando florestas estacionais perenifólias, florestas secundárias e habitats perturbados a altitudes de 750 a 1.800 m. Não é uma espécie migratória.

## Comportamento e ecologia
Os charlatões-carecas são geralmente vistos em pares ou pequenos bandos, às vezes como parte de bandos mistos de forrageamento. São menos ativos que outras espécies de charlatão. O tempo de geração da espécie é de 4,7 anos.
A espécie se alimenta de insetos como grilos, cigarras e formigas. Move-se lentamente pelo estrato inferior ou médio da floresta, forrageando em densas colunas de vegetação formadas por trepadeiras que crescem ao redor de troncos de árvores. Persegue insetos caindo em quedas livres através das trepadeiras, às vezes se segurando em poleiros. Ocasionalmente, pendura-se de cabeça para baixo como um membro da família Paridae. As formigas são coletadas de galhos de bambu, enquanto insetos maiores são retirados de folhas de bambu.
Filhotes foram observados em julho e possivelmente em agosto. Evidências do uso de playback (cantos gravados) sugerem que os bandos são territoriais.

## Estado de conservação
O charlatão-careca é classificado como espécie pouco preocupante pela União Internacional para a Conservação da Natureza (IUCN) devido à sua distribuição e população suficientemente grandes e à ausência de um declínio populacional significativo. No entanto, é localmente comum a incomum, e sua população é considerada em declínio. Está ameaçado por destruição de habitat e fragmentação de habitat, mas seu habitat montanhoso pode oferecer algum nível de proteção. Embora não tenha sido registrado sendo vendido em mercados, pode estar ameaçado pela caça para o tráfico de animais, que afeta outras espécies de charlatões na Indonésia.